# 아키노촌
아키노촌(秋野村)은 나라현 중부, 요시노군에 속했던 촌이다. 현재의 시모이치정의 일부에 해당한다.

## 역사
- 1889년 4월 1일 - 정촌제 시행에 의해 요시노군 아키노촌이 성립하였다.
- 1949년 5월 3일 - 구로타키촌에서 오아자 사이타니를 편입하였다.
- 1956년 1월 1일 - (구) 시모이치정과 합병해, 새로운 시모이치정이 성립하여, 동일 아키노촌은 폐지되었다.

## 참고문헌
- 角川日本地名大辞典 29 奈良県